# روگن
روگن (به آلمانی: Rügen) یک جزیره در آلمان است که در فرپومرن-روگن واقع شده‌است.

## خصوصیات
روگن ۷۷٬۰۰۰ نفر جمعیت دارد و ۱۶۱ متر بالاتر از سطح دریا واقع شده‌است.